# Dare Me
Dare Me è un singolo del 1985 pubblicato dalle The Pointer Sisters su etichetta RCA.
Junior Jack e Dave Armstrong hanno pubblicato dei remix di questa canzone, rispettivamente Stupidisco e Make Your Move.

## Il video musicale
Dal brano musicale è stato realizzato anche un videoclip che ritrae le tre cantanti in una palestra, inizialmente vestite con abiti maschili.